# Huy (Saxe-Anhalt)
Pour les articles homonymes, voir Huy (homonymie).
Huy est une commune allemande de l'arrondissement de Harz, dans le Land de Saxe-Anhalt.

## Géographie
Huy se situe dans une cordillère du même nom au nord du Harz, près de la frontière avec la Basse-Saxe. La commune comprend les villages suivants : Aderstedt, Anderbeck, Badersleben, Dedeleben, Dingelstedt am Huy, Eilenstedt, Eilsdorf, Huy-Neinstedt, Pabstorf, Schlanstedt, Vogelsdorf. Les villages de Badersleben, Dedeleben et Vogelsdorf se trouvent sur la Bundesstraße 244.
| Beierstedt | Jerxheim Söllingen | Hötensleben Am Großen Bruch   |
| Osterwieck | Huy                | Oschersleben (Bode) Gröningen |
|            | Halberstadt        | Schwanebeck                   |

## Histoire

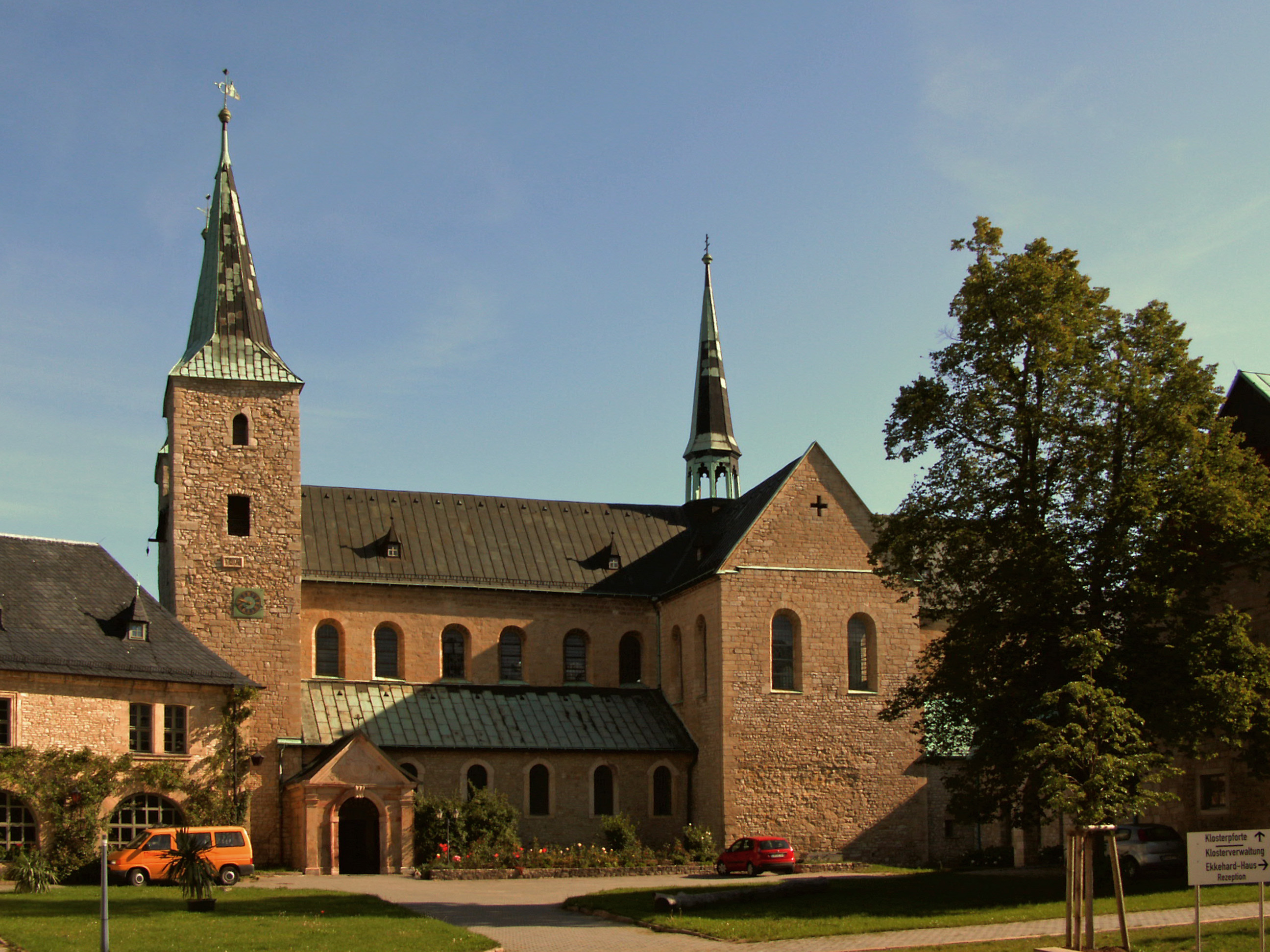
L'abbaye de Huysburg

Pendant la guerre des Saxons, vers l'an 790, le roi Charlemagne fit élever un rempart circulaire sur les collines de Huy. En 977, l'empereur Otton III offrit les terres aux évêques d'Halberstadt - la première mention documentale de Huy. Selon les chroniques de l'Annalista Saxo, des plusieurs religieuses de Quedlinbourg et Gandersheim fondent un couvent en ce lieu aux environs de l'an 1070, qui était confirmé par l'évêque Buchard II d'Halberstadt comme l'abbaye Bénédictine de Huysbourg. Dévasté à plusieurs reprises pendant la guerre des Paysans, la guerre de Schmalkalden et la guerre de Trente Ans, le monastère a subsisté jusqu'à la sécularisation en 1804.
La commune actuelle de Huy est issue de la fusion du Verwaltungsgemeinschaft Huy en avril 2002 par les communes devenues des quartiers de Huy.

## Personnalités liées à la commune
- Henning Arnisaeus (vers 1575-1636), médecin
- Valentin Kuhne (1656-1705), sculpteur
- Johann Heinrich Friedrich Müller (1738-1815), acteur
- Gottlob Wiedebein (1779-1854), compositeur
- Friedrich Heinrich Roloff (1830-1885), vétérinaire
- Wilhelm Rimpau (1842-1903), naturaliste
- Hermann Kahmann (1881-1943), homme politique
- Ludolf Hermann Müller (1882-1959), évêque évangélique
- Hans Jaenisch (1907-1989), peintre
- Harald Friese (né en 1945), homme politique
- Olaf Wegewitz (né en 1949), peintre